# Ping (netwerk)

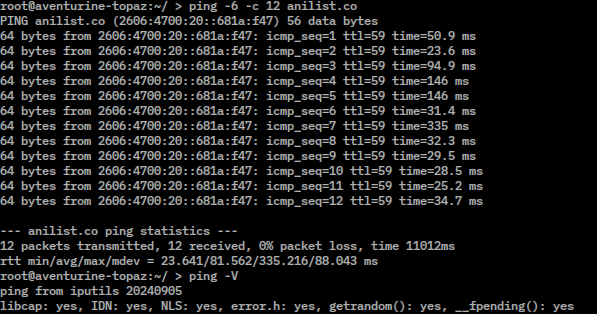
Screenshot van het gebruik van ping.

Ping is een hulpprogramma dat wordt gebruikt om bereikbaarheid van een node te testen op computernetwerken en de vertragingstijd, de latency, te meten. Er wordt ook vermeld hoeveel pakketten er verloren zijn gegaan in de sessie.
Ping gebruikt het ICMP-protocol om een ICMP ECHO_REQUEST pakket te sturen naar host of gateway in afwachting van een reactie
met een ICMP ECHO_RESPONSE pakket. De reactietijd tussen het versturen en het ontvangen van de bevestiging wordt aangegeven als de round-trip time en wordt weergegeven in milliseconden.
Een veel gemaakte misvatting is dat ping gebruikt kan worden om de snelheid van een verbinding te meten. Hoewel de round-trip time wel een indicatie geeft over de kwaliteit van een verbinding is het niet mogelijk om de daadwerkelijke snelheid van de verbinding eruit af te leiden.
De maker van het computerprogramma ping is Mike Muuss. Hij heeft het programma genoemd naar het geluid dat een sonar in de scheepvaart maakt: ping. Dave Mills van de IETF bedacht later voor ping het backroniem Packet InterNet Grouper – of, humoristischer, "Packet InterNet Groper".
De eerste versie van ping was public domain en kwam uit in december 1983. Latere versies van Ping worden verspreid onder de BSD-licentie.

## Voorbeeld
Het computerprogramma ping (onder Windows ping.exe) is aan te roepen vanaf de opdrachtregel. Door 
```
ping nl.wikipedia.org 
```

uit te voeren, kan je het volgende als resultaat terugkrijgen (voorbeelduitvoer van ping.exe):
```
>ping nl.wikipedia.org

Pingen naar rr.knams.wikimedia.org [145.97.39.136] met 32 byte gegevens:

Antwoord van 145.97.39.136: bytes=32 tijd=8 ms TTL=54
Antwoord van 145.97.39.136: bytes=32 tijd=9 ms TTL=54
Antwoord van 145.97.39.136: bytes=32 tijd=9 ms TTL=54
Antwoord van 145.97.39.136: bytes=32 tijd=9 ms TTL=54

Ping-statistieken voor 145.97.39.136:
  Pakketten: verzonden = 4, ontvangen = 4, verloren = 0 (0% verlies).
  De gemiddelde tijd voor het uitvoeren van één bewerking in milliseconden:
  Minimum = 8ms, Maximum = 9ms, Gemiddelde = 9ms
```

Indien het handig is om doorlopend te pingen, dan kan op Windows het commando opgestart worden met de optie -t. Dus bovenstaand commando zou worden
>ping nl.wikipedia.org -t
Op Linux is dit standaard het geval en dient -t voor TTL. Het pingen kan onderbroken worden met CTRL-C.

## Ping of death
De ping of death was aan het eind van de 20e eeuw een manier om computers plat te leggen. Een ping wordt volgens het protocol verstuurd als een enkel TCP/IP-pakket (met een maximale grootte van 65.536 bytes). Bij een ping of death wordt gebruikgemaakt van de mogelijkheid van TCP/IP om informatie over meerdere pakketten te verdelen en wordt een grotere ping over meerdere pakketten verstuurd. Besturingssystemen van voor 1998 hielden vaak geen rekening met deze mogelijkheid en een dergelijke ping veroorzaakte dan ook een zogenaamde 'bufferoverloop', die in veel gevallen leidde tot een computercrash.